# 哥德次文化

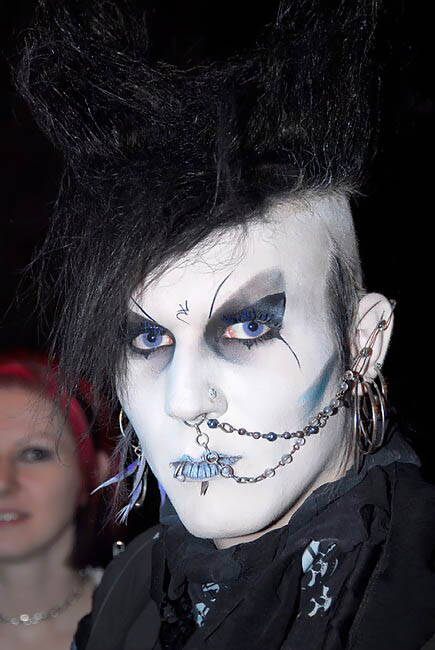
一名德國哥德，也就是俗稱的「Gothic」，額頭上畫上與永恆沉睡圖騰左右相反的標誌

哥德次文化是現今存在於許多國家中的一種文化，起源於1980年代初期的英國，自後龐克衍生出來的哥德搖滾界。哥德次文化比同時期其它文化的存在時間還要長久，並不斷衍生出各種類型。其意象及文化影響從19世紀的哥德文學與恐怖電影，到少部分的BDSM文化。
哥德文化也衍生出相關的音樂、美學和風格。哥德音樂包含不同的類型，共同特色是哀傷、神秘的音樂和觀點。衣服風格則包含死亡搖滾（Death rock）、龐克風、雙性（Androgynous）、維多利亞風、一些文藝復興和中世紀時期的衣服樣式，或者是結合上述各項風格。另外還經常搭配黑色的服裝、彩妝和頭髮。

## 起源與發展
1970年代末期，英國一些後龐克樂團被歸為「哥德」（Gothic）。但到了1980年代初期，哥德搖滾成為後龐克中的一個子類型。這些樂團的後繼者開始聚集，形成一個顯著的新興運動。其名稱似乎是來自於史提夫·基頓（Steve Keaton）在1981年2月21日發行的英國搖滾週刊《Sounds》上發表的的文章「The face of Punk Gothique」。1982年7月，位在倫敦蘇活區的「Batcave」夜總會開幕，給予這些新興愛好者一個聚會的場所。《新音樂快遞》雜誌曾一度稱他們為「positive punk」。之後，「Batcaver」被用來形容「復古哥德」（Old-school Goth）。
與英國不同，美國的龐克界在1970年代末到1980年代初出現了死亡搖滾這個音樂類型。而在1980年代到1990年代早期的德國，這些次文化成員被稱為「Grufti[e]s」（意為「地底生物」或「地下生物」），他們結合了哥德和受到新浪漫（New Romantic）影響的新浪潮音樂（New Wave），形成初期的黑暗文化（Dark Culture，先前稱為Dark Wave Culture）。

### 後龐克之後
在後龐克沒落之後，哥德文化開始在音樂及視覺上多方發展，造成風格（哥德「類型」）的差異。通常，各個「類型」的外表都反映出某種心態，但這並不是絕對的。而各地文化也促進了這個變化。1990年代，維多利亞風格（Victorian fashion）在哥德界再度流行，並吸收了19世紀中葉哥德復興（Gothic Revival）和病態的維多利亞文化。

### 現今的哥德次文化
1990年代，「哥德」這個名詞及相關的文化範圍變得更具爭議。一般民眾及媒體，將一些新興或逐漸流行的文化，與哥德文化混為一談。這原因主要是由於各文化間的外表、社會習俗和風格的相似所造成，而不是音樂。之後，這名詞被一般大眾進一步擴大使用，有時甚至用來定義在音樂及風格上與原始哥德文化沒有相似之處的團體。
這導致了一些哥德用語（Goth Slang）的出現，用來分類或歸類一些與哥德文化關係疏遠或沒有關係的人。比如美國的「Mallgoths」、拉丁美洲和義大利的「Dark」、紐西蘭的「Hackians」和英國的「Spooky Kids」、「Moshers」和「Mini Moshers」。也有正面的詞彙如「Mini-goths」或「Baby Bats」，是資深哥德用來稱一些有潛力的年輕哥德。哥德在網路上的盛行，造成對於現實中的這些用語出現扭曲和誇張的觀念，特別是英美兩地以外的地區。
這些新團體對於舊有的哥德文化有著不同的反應。有些認為彼此是不相同的，對於被稱為「哥德」感到反感，有些則選擇加入現有的哥德文化中。也有些忽視哥德文化的存在，以自己的方式重新解釋「哥德」這個名詞。即使在原始哥德文化中，不斷改變的趨勢也增加了定義精確範圍的複雜度。

## 哥德音樂界
哥德搖滾與死亡搖滾樂團最初並不多，像是蘇克西與女妖 (Siouxsie and the Banshees)、包豪斯樂團（Bauhaus）、Specimen、仁慈姐妹、詛咒樂團（The Damned）、Southern Death Cult、Ausgang、Sex Gang Children、45 Grave、UK Decay、The Virgin Prunes、Kommunity FK、Alien Sex Fiend和Christian Death。其他有關的樂團有Gloria Mundi、歡樂分隊（Joy Division）、怪人樂團、逝者善舞、早期的Adam and the Ants與致命玩笑（Killing Joke）。
到80年代中期，樂團數量開始增加，也逐漸受到歡迎，像是The Sisters of Mercy、The Mission、Xmal Deutschland、The Bolshoi和Fields of the Nephilim。90年代更加蓬勃發展，產生了許多新樂團。歐洲的Factory Records、4AD和Beggars Banquet Records等唱片公司，與美國的Cleopatra Records發行了許多作品。在美國紐約、洛杉磯和橘郡等地，出現了許多舉辦「哥德／工業之夜」的夜總會。4AD旗下樂團的流行，造成美國也出現類似的唱片公司Projekt Records。他們推出了一種被稱為Ethereal Wave的音樂，是屬於暗潮（Dark Wave）音樂的次分類之一。
1990年代中期，哥德在音樂上所參與的範圍從哥德搖滾、死亡搖滾、工業音樂、EBM、氛圍音樂、實驗音樂、流行電音、瞪鞋派、龐克搖滾、1970年代的華麗搖滾、獨立搖滾、到1980年代的舞曲。這個結果來自於次文化成員多樣化的喜好。

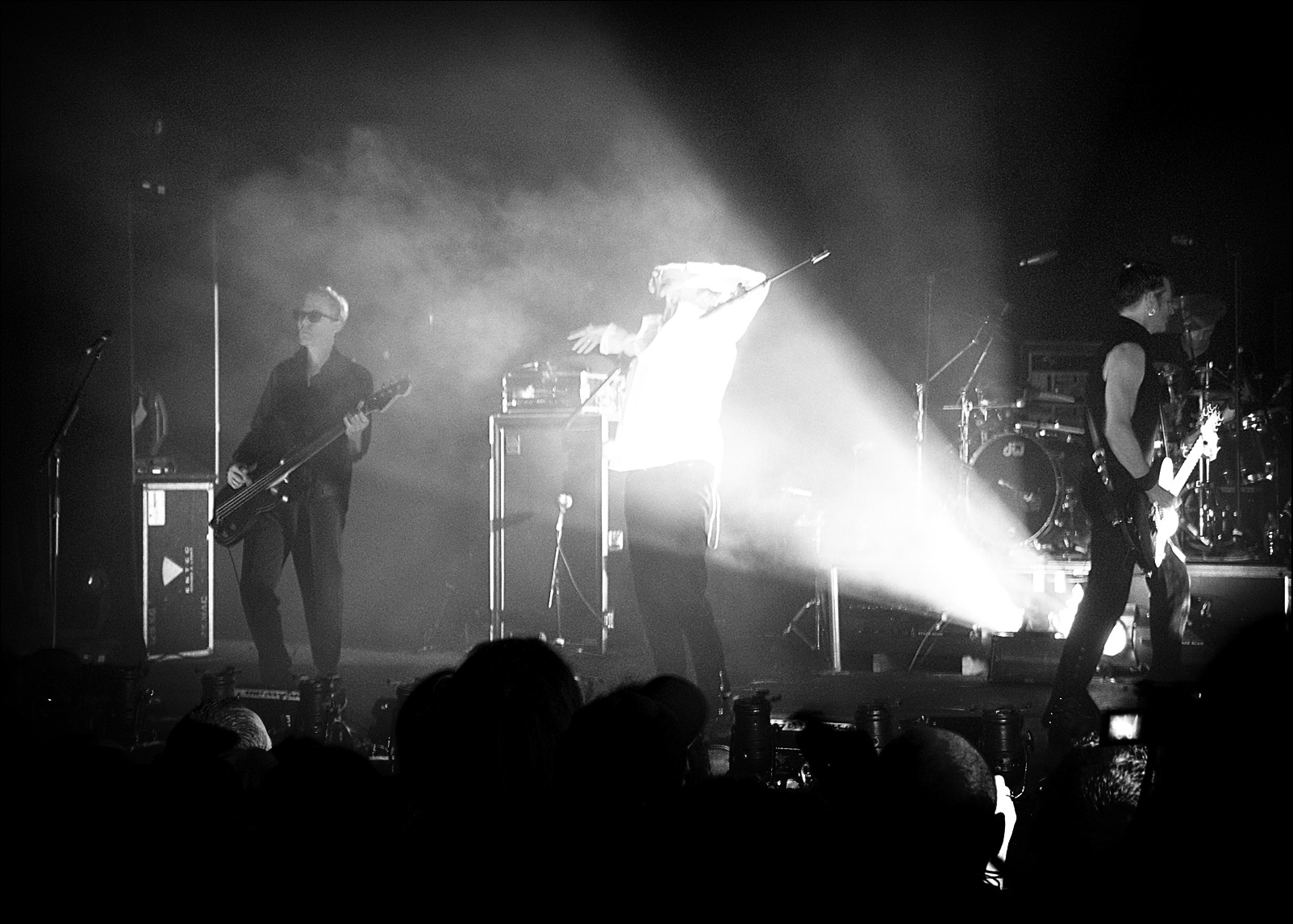
包翰斯樂團在2006年2月3日的演唱會

最近幾年，早期positive punk和死亡搖滾音樂開始復甦，作為對Aggrotech、Futurepop和Synthpop的反動。Cinema Strange、Bloody Dead And Sexy、Black Ice和Antiworld等演奏早期哥德音樂的樂團開始受到歡迎。「Ghoul School」和「Release The Bats」等活動大力推廣死亡搖滾，「Drop Dead Festival」聚集了世界各地的死亡搖滾歌迷。哥德和死亡搖滾的雜誌如《Drop Dead Magazine》，也幫助了其音樂的流行。
今日，哥德音樂在西歐地區極為盛行，像在波蘭的「Castle Party」音樂季，而德國，如浪潮哥德聚、「M'era Luna」等大型音樂季，吸引了全世界數以萬計的歌迷。 而北美也有「Chamber's Dark Art & Music Festival」等大型活動。

## 歷史與文化影響

### 名詞起源
哥德最初是東日耳曼人的一支族群，他們對於西羅馬帝國的滅亡有很大的影響。在某些地方，「哥德」這名詞帶有輕蔑的語氣：在羅馬帝國沒落時，暗示為蠻族、未開化；在歐洲基督教化時，意指為異教徒。在歐洲文藝復興時期，中世紀建築被稱為哥德式建築，與當時流行的古典式建築相比，被認為是過時的建築樣式。
不過，在17世紀晚期的英國，對於中世紀的懷念讓民眾開始著迷於中世紀哥德遺蹟。另外還結合了對中世紀傳奇小說（Medieval Romances）、羅馬天主教信仰和超自然的興趣。英國的哥德復興的愛好者以霍勒斯·渥波爾（Horace Walpole）為首。
霍勒斯·渥波爾在1764年發表《奧托蘭多城堡》，建立了18世紀末期的哥德文學，此時的「哥德」更接近於現代的意涵。他最初宣稱那本書是他發現並重新發行的一本中世紀傳奇小說，因此讓哥德小說常結合偽造文件以增加其影響力。之後，「哥德」這名詞常與恐怖、病態、黑暗、超自然與滑稽、自嘲連結在一起。哥德小說建立了許多後世恐怖文學與電影的意象，像是墓地，城堡或教堂遺蹟、鬼、吸血鬼、惡夢、被詛咒的家庭、活埋和駭人聽聞的陰謀等等。另一個著名的元素是哥德式反派，之後發展成拜倫式英雄（Byronic hero）。最為知名的哥德式反派是吸血鬼德古拉，最初出現在布拉姆·斯托克的小說之中，之後透過恐怖電影的傳播而出名。
恐怖電影的意象始於20年代的德國表現主義電影，到30年代的環球影業電影，以及之後滑稽的B級恐怖片《外太空九號計畫》（Plan 9 From Outer Space）與漢默電影公司的恐怖片。1960年代，電視影集《The Addams Family》和《The Munsters》將這些刻板印象加入滑稽喜劇中。
後龐克中一些黑暗、氣氛音樂和服裝元素，從這個角度來看可稱為「哥德式」（gothic）。「哥德式」是用來形容這種音樂，而之後的追隨者則被稱為「哥德」（goth）。

### 二十世紀的影響
哥德小說對哥德文化的影響，可在許多詩歌及音樂中發現，雖然有些是來自於恐怖電影及電視的大眾印象。特別是拜倫式英雄，是哥德男子形象的重要先驅。Bela Lugosi所飾演的德古拉形象非常符合早期「哥德」的喜好。他們被Lugosi其優雅、神秘的氣質所吸引。有些人認為包浩斯在1979年8月發行的第一支單曲《Bela Lugosi's Dead》是哥德文化的開端，雖然其他更早的藝術電影運動也影響了哥德風格。早期的知名人物有Siouxsie and the Banshees的Siouxsie Sioux和詛咒樂團的Dave Vanian。有些包浩斯的成員是優秀的藝術學生或活躍的藝術家。
一些早期哥德搖滾和死亡搖滾藝人吸收了傳統恐怖電影的形象，並且從恐怖電影原聲帶中找尋靈感。他們的聽眾則用適合的服裝及道具作為回應。從The Batcave這間夜總會開始，盤旋的煙霧、橡膠蝙蝠、蜘蛛網等一些標準的恐怖片道具成為哥德俱樂部的裝飾物。雖然最初只是開玩笑的將這些元素用在這些音樂或外表上，但隨著時間過去，樂團或其成員對此開始認真起來。因此，憂鬱、超自然和神祕學成為文化中重要的元素。1983年，由大衛·鮑伊、凱撒琳·丹尼芙和蘇珊·莎蘭登主演的吸血鬼電影《千年血后》突顯出恐怖與哥德彼此的關係。哥德搖滾樂團包浩斯也在電影中演唱《Bela Lugosi's Dead》一曲。1993年，英國惠特比（Whitby）因布拉姆·斯托克的《德古拉》一書而成為英國最大哥德活動的所在地。
美國獨立戰爭時期的「美國哥德式」故事《無頭騎士》（Headless Horseman），被華盛頓·歐文寫入《斷頭谷》中（The Legend of Sleepy Hollow，在1820年與《李伯大夢》（Rip Van Winkle）一同出版），記述抵達新大陸後黑暗、浪漫的故事。這故事是歐文在英國時，根據居住在紐約哈德遜河谷的荷蘭移民所描述的知名傳說而寫成。雖然故事第一次改編成電影是在1922年，由威爾·羅傑斯（Will Rogers）飾演伊卡布·克萊恩（Ichabod Crane），但其故事一直延續到20世紀的流行文化，迪士尼將《斷頭谷》與《柳林中的風聲》加入1949年的動畫片《伊老師與小蟾蜍大歷險》中。9年後《斷頭谷》成為受歡迎的迪士尼詩選電視系列（Disney anthology television series）之一。
雖然一直到1980年才拍攝第二部真人電影（由傑夫·高布倫主演），但到了1999年，導演提姆·波頓的電影《斷頭谷》開出亮麗的票房。提姆·波頓藉由混合虛構、奇幻和恐怖的作品（如《剪刀手愛德華》、《陰間大法師》和《蝙蝠俠》等等）而聞名，讓他有足夠能力去創造出一個童話故事般，但卻充滿黑暗和陰鬱的氣氛。波頓與迪士尼版本最大的不同是，他給予克萊恩和無頭騎士一樣重的戲份。在原來歐文的版本中，無頭騎士（克里斯多夫·華肯飾）是一個黑森傭兵亡魂，但波頓用了大量的傳統哥德式、可怕的、中世紀和宗教審判的意象，給予了無頭騎士生命力。
在整個哥德文化的演變中，浪漫、哥德與恐怖文學扮演了非常重要的腳色。濟慈、愛倫·坡、洛夫克拉夫特、波德萊爾和其他作家，其深色眼線及黑色裝扮成為哥德次文化的標誌之一。
新一波在文學上影響哥德界的是安妮·萊斯，她重新想像吸血鬼的概念。萊斯將其筆下的角色描繪成在永恆與孤獨中掙扎，與他們矛盾或不幸的性別深深吸引著哥德讀者，讓她的作品在80到90年代十分受到歡迎。她的書在最近幾年被改編成電影，如知名的《夜訪吸血鬼》和《魔咒女王》（Queen of the Damned），哥德以直接或間接的方式出現在電影之中。後者則牽扯到一些進入到21世紀後的哥德界中最新的變化。

### 之後的媒體影響
自從哥德文化建立以後，哥德與恐怖小說的關係幾乎成了陳詞濫調，小說或電影中常有哥德角色。舉例來說，漫畫《The Crow》直接描寫哥德音樂和風格。尼爾·蓋曼受到讚揚的圖像小說系列《沙人》（The Sandman）中的Dream和Death兩姐妹影響了哥德的形象。安妮·萊斯的系列作《吸血鬼紀事》（The Vampire Chronicle）和知名的《黑暗世界》角色扮演遊戲，特別是《吸血鬼：避世之血族》也提到了哥德音樂和文化，並助長人們對哥德的興趣。日本動畫、駭客任務等賽博朋克科幻電影與《Shadowrun》紙上遊戲雖然與哥德無關，但也增加了對哥德界的興趣，並促進了賽博文化（Cyber Subculture）或工業／哥德融合音樂和工業音樂的流行。
美國電視影集《重返犯罪現場》中，寶莉·培瑞特（Pauley Perrette）所飾演的艾碧·舒托（Abby Sciuto）是一位獨特的哥德，在主角身邊擔任優秀的法醫科學家。

### 視覺藝術影響

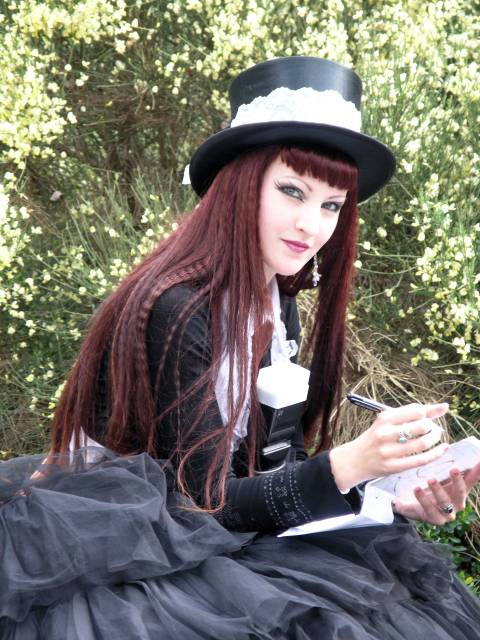
比利時攝影師Viona Ielegems在浪潮哥德聚（攝於2005年）

哥德次文化影響了許多藝術家－不僅是音樂家－也包括了畫家和攝影師。特別是有關神秘、病態和浪漫主題的作品。在攝影作品和畫作中，其範圍從情色到吸血鬼或鬼魅的浪漫形象。類似於哥德小說、前拉斐爾派或新藝術運動，在作品中偏愛黑暗、憂鬱的顏色和情感。在藝術界中，Anne Sudworth以她黑暗、夜晚主題的作品和強烈的哥德意象而聞名。
一些插畫家如Gerald Brom、Nene Thomas、Luis Royo、Dave McKean、Jhonen Vasquez、Trevor Brown、Victoria Francés和美國漫畫家James O'Barr的作品類似於哥德風格。瑞士的H·R·吉格尔以雷利·史考特所導的《異形》這部電影，成為最早在現代電影中為哥德／工業樣貌作出貢獻的插畫家之一。

## 思想
為哥德文化定義一個明確的思想體系並不太容易，主要有幾個原因。第一，心境及審美觀佔有非常重要的角色。有部分是受到浪漫主義和新浪漫主義的啟發。黑暗、神秘、病態的印象及心境也存在於傳統浪漫主義的哥德小說中。在18世紀末期和19世紀，恐怖感及對超自然的畏懼普遍存在於大眾文學中，並持續到現代的恐怖電影。哥德另一個核心元素是滑稽誇張及自我戲劇化，出現在哥德小說和哥德文化中。
哥德文化的成員一般都不支持暴力，而是容忍暴力。許多媒體錯誤地將哥德文化與暴力、對少數族群的敵意、白人至上和其他仇恨連結在一起。然而，暴力和仇恨並不是構成哥德思想的元素，相反地，部分哥德思想是由主流文化希望忽略或遺忘的社會或個人罪惡的認知、了解、悲痛所組成。這也是哥德音樂中極為普遍的主題。
第二個原因是哥德厭惡政治的特質。在19世紀，個人對於社會規範的蔑視是非常大膽的事情，但遠遠比不上今日的激進程度。因此，哥德文化的反抗性是有限的，並且吸取了西方核心文化的意象。不同於嬉皮或龐克運動，哥德文化沒有散發政治訊息或呼籲社會運動，而是強調個人主義、對多元化的包容、創造力、理智主義、厭惡社會保守主義和傾向溫和的犬儒主義，但這些想法也不是適用於所有成員。哥德思想主要是建立在審美觀上，而不是道德或政治。 
哥德當然有其政治傾向，範圍可從社會自由主義到無政府主義，但他們不會特別表達出來，成為他們文化的一部份。相反地，政治立場如同宗教，被視為與個人觀念有關。與龐克不同，只有少數人在政治立場和「哥德」身分之間有所衝突。
身為哥德，處在文化中是極為寶貴的，且能實現個人抱負，特別是有關創作的事物。不過，這也可能是有風險的，特別是年輕人。部分原因是來自於大眾對哥德文化的誤解所造成的負面觀感。年輕人在運動中所找到的價值，可由哥德文化的持續存在，而其他80年代的次文化（像是新浪漫運動）卻已消失來證明。

### 個人主義和消費主義
保羅·霍金森（Paul Hodkinson）的《Goth: Identity, Style and Subculture》一書中，藉由哥德和其他文化，探索西方社會常透過消費主義的方式去表達對個人主義的崇拜。許多這些文化裡的人，已經無法適應現有社會的規範，而哥德文化給予其成員在外面社會所沒有的社群意識和認可。霍金森指出，在哥德文化裡，人們透過積極的參與和創造力，去組成樂團、成為DJ、製作衣服、設計、創作藝術或撰寫雜誌。他也建議，在後現代世界中，比起屈服於大眾消費主義和主流媒體的操縱之下，經由自我意識產生的人工文化會是另一個選擇。

### 宗教意象
雖然哥德運動沒有結合共同的宗教，但心靈、超自然和宗教意象常出現在哥德風格、歌詞和視覺藝術上。特別是來自天主教的藝術元素在哥德文化中扮演著重要的腳色。運用這些意象的理由隨著個人而不同，從宗教立場、諷刺到單純作為裝飾等等。

## 風格

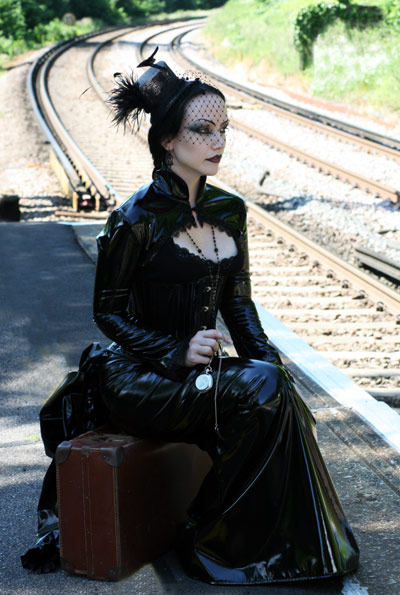
哥德模特兒Lady Amaranth

哥德風格通常以深色為主，也有病態、情色的服裝風格和類型。傳統的哥德風格崇尚黑色、银白及苍白色，如黑髮、深色眼線、黑色指甲油，最常见的是黑色服裝配银色饰品。但不一定有穿洞。風格通常來自於中世紀末期，以及伊莉莎白時代和維多利亞，並常表達天主教或其他宗教意象，像是十字架或生命之符（又稱安卡）。哥德的風格隨著個人或地區而有所差異，雖然實際上每個人幾乎都帶有一些相同的元素。服裝設計師如亞歷山大·麥昆和約翰·加利亞諾，其風格被稱為是「Haute Goth」。
哥德風格常與重金屬風格（Heavy Metal Fashion）混淆：外人常誤會重金屬歌迷為哥德，特別是穿著黑色軍用外套或畫上屍妝（常見於黑金屬音樂界）的人。

## 爭議
哥德對於恐怖的著迷，讓一般大眾擔心他們的身心健康。傳播媒體帶有惡意的報導影響了大眾對於哥德、或與哥德文化有關的人的觀感。無論如何，這是有爭議的，事實上哥德文化是非暴力的。一些自稱或是被他人稱為哥德的人，作出一些引人關注的暴力犯罪案件，包括一些校園槍擊案。這些事件和他們哥德的身分使得社會大眾開始害怕、提防哥德。
由兩名學生引起的科倫拜校園事件，被誤認為與哥德文化有關，讓大眾對哥德的關注達到高峰。這場屠殺的錯誤報導引起了北美民眾對哥德界的強烈反彈。5個月後，這次案件的調查者表示，事實上凶手與哥德文化沒有關係，因為凶手極為蔑視哥德音樂。
在加拿大的道森學院槍擊案再度引起大眾對哥德界的注目。這場案件的主使者金維爾·吉爾（Kimveer Gill）在網站VampireFreaks（页面存档备份，存于）的日記中，表示「自己是個愛好槍枝的哥德」。槍擊案隔天，有報導指出：「再一次的謀殺案，對於工業／哥德歌迷而言，這段時間很不好過」，暗指兇手也是哥德文化的成員之一。在搜索兇手住家時，警方發現一封信，信中稱讚科倫拜事件兇手埃里克·哈里斯和迪倫·克萊伯德的行動，以及一張標題為「沒有奧茲·奧斯朋和朋友的瘋狂掃射不是無趣的」的CD。  雖然兇手宣稱他對「哥德」十分著迷，但根據媒體報導，他喜愛的音樂清單名為「重金屬名人錄」。
作家、知名音樂記者及哥德搖滾歷史學家米克·莫瑟（Mick Mercer）表示，金維爾·吉爾「不是哥德。從來就不是哥德。他所聽的音樂是重金屬及標準的油漬、搖滾、和加入一點工業元素的哥德金屬」、「金維爾·吉爾聽的是重金屬」、「他與哥德毫不相干」，更進一步評論：「我知道他與很多人一樣，認為自己在某方面上是哥德，因為他們都抓不到重點。」莫瑟強調他未將兇手的行動歸因於重金屬音樂，並說：「事實上這與他喜歡何種音樂無關。」
另一件誤以為與哥德文化有關的案件是紅湖高中校園槍擊案。兇手傑夫·魏斯（Jeff Weise）被一些同學認為是與哥德次文化有關：穿著「一件老舊黑色軍用外套」，聽著重金屬音樂。他也有參與網路上的新納粹論壇。
其他被民眾懷疑與哥德文化有關的謀殺案有史考特·戴利斯基（Scott Dyleski）謀殺案和理察森家族謀殺案，然而這兩件案件沒有引起與之前校園槍擊案相同的關注。 
部份由於大眾對哥德美學的誤解和無知，有時哥德遭受到一般人的偏見、歧視。如同一些其他受爭議的文化或另類生活方式的人，外人有時會有意或無意的去排擠哥德。如同其他類的文化的成員，哥德有時必須忍受恐嚇、羞辱，更極端的，受到暴力相對。
2006年，四名哥德在加州聖地牙哥被海軍軍人攻擊，造成其中一名哥德吉姆·霍華德（Jim Howard）緊急送醫。兇手在2007年8月因四項案件而被判有罪，其中兩項是重罪。這表明這四名哥德是因為其文化背景而遭到攻擊。這可被稱為是一起「仇恨犯罪」，雖然當時聖地牙哥法院並未意識到這點。
2007年8月11日，2名哥德在英國蘭開夏郡被一群青少年攻擊，原因是因為他們的哥德身分。蘇菲·蘭卡斯特（Sophie Lancaster）最後傷重不治。 2008年4月29日，兩名青少年萊恩·赫伯特（Ryan Herbert）和布蘭登·哈里斯（Brendan Harris）因此被判無期徒刑，另外三位攻擊蘇菲男友羅伯特·馬特比（Robert Maltby）的人則獲得較輕徒刑。法官安東尼·羅素（Anthony Russell）在判刑時表示：「這是因為其外表與你們不同，而將無辜的他們當作犯罪目標的一件仇恨犯罪」。他稱哥德是「愛好和平、守法的人，對任何人都沒有威脅」。他補充說，他判定這件案件為仇恨犯罪並不是議會要求他這麼做，完全是他自己的認知。儘管如此，要在仇恨犯罪定義上增加次文化歧視的法案也未在英國通過。

### 引用
1. ↑  César Fuentes Rodríguez "Mundo Gótico", pages 18 & ss./pages 206 & ss.
2. ↑  Carol Siegel "Goth's Dark Empire", pages 8-13 and ss.
3. ↑  Cintra Wilson. . 《紐約時報》. 2008-09-17  [2008-09-18]. （原始内容存档于2020-11-28）.
4. ↑  . Scathe.demon.co.uk.   [2006-04-23]. （原始内容存档于2020-11-11）.
5. ↑  . Alicebag.com.   [2006-04-23]. （原始内容存档于2006-06-14）.
6. 1 2  . ReligiousTolerance.org.   [2008-11-21]. （原始内容存档于2020-11-12）.
7. ↑  . 《新科學人》. 2006-04-14  [2008-11-21]. （原始内容存档于2009-07-14）.
8. 1 2  Marcia Montenegro. . Christian Answers for the New Age.   [2008-11-21]. （原始内容存档于2008-03-25）.
9. ↑  Eric Lipton. . Chicago Tribune. 1999-04-27  [2008-11-21]. （原始内容存档于2020-08-20）.
10. ↑  .   [2008-11-21]. （原始内容存档于2011-06-08）.
11. 1 2  . Side-line.com. 2006-09-14  [2007-03-13]. （原始内容存档于2013-02-19）.
12. ↑  CTV News. . March 20, 2007  [2008-11-21]. （原始内容存档于2009-06-21）.
13. ↑  Kimveer Gill's VampireFreaks.com profile.
14. ↑  Raman Singh. . NRI.   [2007-03-22]. （原始内容存档于2017-11-09）.
15. ↑  . Starvox.net.   [2008-11-21]. （原始内容存档于2017-11-09）.
16. ↑  Kyshah Hell. . Morbidoutlook.com.   [2008-11-21]. （原始内容存档于2017-11-09）.
17. ↑  . Broken Ankle Books.   [2008-11-21]. （原始内容存档于2007-04-09）.
18. ↑  Mick Mercer. . mickmercer.livejournal.com.   [2008-11-21]. （原始内容存档于2017-11-09）.
19. ↑  . Fort Worth Star-Telegram.[永久]
20. ↑  . MSNBC.   [2008-11-21]. （原始内容存档于2013-01-20）.
21. ↑  . CNN.com. 2005-10-22  [2007-03-13]. （原始内容存档于2006-07-14）.
22. ↑  Richard Reynolds. . 《雪梨晨鋒報》. 2006-04-27  [2008-11-21]. （原始内容存档于2018-03-15）.
23. ↑  Larry Johnsrude. . 《Edmonton Journal》. 2006-04-26  [2008-11-21]. （原始内容存档于2007-03-11）.
24. ↑  Carey Goldberg. . 《紐約時報》. 1999-05-01  [2008-11-21]. （原始内容存档于2007-12-21）.
25. ↑  . Gothic Angst Webzine. 2007-09-08  [2008-11-21]. （原始内容存档于2008-10-25）.
26. ↑  . Gothic Angst Webzine. 2007-05-01  [2008-11-21]. （原始内容存档于2009-04-21）.
27. ↑  Jim Howard. . 2007-09-01  [2008-11-21]. （原始内容存档于2011-02-25）.
28. ↑  . BBC News-UK.   [2008-11-21]. （原始内容存档于2019-05-14）.
29. ↑  Bonnie Malkin and agencies. . Telegraph.co.uk News.   [2021-01-17]. （原始内容存档于2008-04-02）.
30. ↑  .   [2008-11-21]. （原始内容存档于2012-08-05）.
31. ↑  .   [2008-11-21]. （原始内容存档于2012-11-12）.
32. ↑  .   [2008-11-21]. （原始内容存档于2012-09-24）.
33. ↑  .   [2008-11-21]. （原始内容存档于2008-07-24）.

## 外部連結
- 《新科學人》關於哥德次文化的文章（页面存档备份，存于）